# Parijs-Roubaix 2000
De 98e editie van Parijs-Roubaix werd verreden op zondag 9 april 2000. Johan Museeuw won de wedstrijd voor de tweede keer, twee jaar na zijn ongeval in dezelfde wedstrijd in het Bos van Wallers-Arenberg. Bij het overschrijden van de finish stak Museeuw, als verwijzing naar zijn ongeval, zijn linkerbeen omhoog, waarvan een tijd gedacht werd dat het moest worden geamputeerd.

## Uitslag
| Parijs-Roubaix 2000 |                   |                       |          |
| Plaats              | Naam              | Ploeg                 | Tijd     |
| Winnaar             | Johan Museeuw     | Mapei                 | 6u47'00" |
| 2                   | Peter Van Petegem | Domo-Farm Frites      | + 15"    |
| 3                   | Erik Zabel        | Team Deutsche Telekom | z.t.     |
| 4                   | Tristan Hoffman   | Discovery Channel     | z.t.     |
| 5                   | Stefano Zanini    | Mapei                 | z.t.     |
| 6                   | George Hincapie   | Discovery Channel     | z.t.     |
| 7                   | Marc Wauters      | Rabobank              | z.t.     |
| 8                   | Franco Ballerini  | Lampre-ISD            | z.t.     |
| 9                   | Steffen Wesemann  | Team Deutsche Telekom | + 21"    |
| 10                  | Andrea Tafi       | Mapei                 | + 1' 18" |

1896 · 
1897 · 
1898 · 
1899 · 
1900 · 
1901 · 
1902 · 
1903 · 
1904 · 
1905 · 
1906 · 
1907 · 
1908 · 
1909 · 
1910 · 
1911 · 
1912 · 
1913 · 
1914 · 
1915 · 
1916 · 
1917 · 
1918 · 
1919 · 
1920 · 
1921 · 
1922 · 
1923 · 
1924 · 
1925 · 
1926 · 
1927 · 
1928 · 
1929 · 
1930 · 
1931 · 
1932 · 
1933 · 
1934 · 
1935 · 
1936 · 
1937 · 
1938 · 
1939 · 
1940 · 
1941 · 
1942 · 
1943 · 
1944 · 
1945 · 
1946 · 
1947 · 
1948 · 
1949 · 
1950 · 
1951 · 
1952 · 
1953 · 
1954 · 
1955 · 
1956 · 
1957 · 
1958 · 
1959 · 
1960 · 
1961 · 
1962 · 
1963 · 
1964 · 
1965 · 
1966 · 
1967 · 
1968 · 
1969 · 
1970 · 
1971 · 
1972 · 
1973 · 
1974 · 
1975 · 
1976 · 
1977 · 
1978 · 
1979 · 
1980 · 
1981 · 
1982 · 
1983 · 
1984 · 
1985 · 
1986 · 
1987 · 
1988 · 
1989 · 
1990 · 
1991 · 
1992 · 
1993 · 
1994 · 
1995 · 
1996 · 
1997 · 
1998 · 
1999 · 
2000 · 
2001 · 
2002 · 
2003 · 
2004 · 
2005 · 
2006 · 
2007 · 
2008 · 
2009 · 
2010 · 
2011 ·
2012 · 
2013 ·
2014 ·
2015 ·
2016 ·
2017 ·
2018 ·
2019 ·
2020 · 
2021 · 
2022 · 
2023 · 
2024 · 
2025